# アヴィア S-92
S-92
プラハのクーベリー航空博物館で展示されている単座型S-92（2012年6月23日）
- 用途：戦闘機
- 設計者：メッサーシュミット（原設計）
- 製造者：アヴィア
- 運用者：チェコスロバキア空軍（英語版）
- 初飛行：1946年8月27日[1]
- 生産数：10
- 生産開始：1945年9月
- 運用開始：1948年6月24日
- 退役：1951年5月
- 運用状況：退役

S-92（Avia S-92、複座型CS-92）は、チェコスロバキア初のジェット戦闘機。第二次世界大戦中のドイツの戦闘機メッサーシュミット Me 262を、独自に再生産した機体である。製造はアヴィアにより行われ、主力機として生産される予定であったが、技術の進歩、ソビエト連邦の技術・機体導入により、運用期間3年、配備数10機にとどまった。

## 開発
第二次世界大戦中に開発されたMe 262は、チェコスロバキア国内にも飛行隊が展開していた。また、レトニャニのアヴィアでは機首をはじめとする部品を製造しており、マレシツェの航空機修理工廠（後のLOMプラハ）では、Me 262のエンジンであるユモ 004の部品が製造されていた。終戦時点で、チェコスロバキア国内には、18機分の部品が存在していた。
1945年9月、チェコスロバキアは国内に残存する部品、損傷したMe 262の機体から国産化を決定した。エンジンのユモ 004は、M-04として国産化された。クリスマスを迎えるころには最初の機体が組み立てられ、エンジンは3月に完成、1946年8月27日アントニーン・クラウス（Antonín Kraus）の操縦により初飛行を行った。9月3日、公開飛行が行われS-92と命名された。この機体は2日後に、左エンジンの不調から960km/hの記録を残した6度目の試験飛行で墜落したが、不時着に成功しパイロットは無事脱出している。同年、複座型CS-92も完成し、12月10日に初飛行した。

## 構造
既存パーツに依存して組み立てられた機体のため、原型機Me 262から大きく変わるところはないが、固定武装はMe 262と同様に30mm機関砲が4門であるものの、機関砲はMK 108ではなく旧式のMK 103であり、訓練目的の運用のため通常は2門、それすらも大抵は取り外して運用された。
また、墜落事故の影響により降着装置の引き込み機構は、Me 262の左側エンジンの動力に依存した機械式から、二重化された油圧式に変更されている。

## 運用
S-92の開発により国産ジェット戦闘機を有する最初期の国となったチェコスロバキアであったが、2月事件の後共産化が進行すると、航空機技術もまたソビエト連邦系統のものへと移行していた。加えて、技術の進歩により早くも旧式の機体となっていた。
1948年6月24日に最初の機体が引き渡され、1940年代末から1950年代初めにはチェコスロバキア空軍の第5戦闘飛行隊が、S-92で編成され訓練にあたっていた。1機のS-92（PL-01機）は、無塗装状態で地上訓練用に用いられ、飛行することはなかった。他の機体は、迷彩効果を狙った灰緑色の塗装が施されていた。
1951年5月9日の戦勝パレードで、6機のS-92が9機のS-101（Yak-23）と共にプラハ上空を飛行した記録が残されている。だが、この年にMiG-15のライセンス生産が決定しており、パレードが終了すると、同月中に全機が退役となり運用が終了した。
当初の計画では、S-92を9機、CS-92を3機を導入する予定であったが、最終的にチェコスロバキア空軍が受領した機体はS-92が7機、CS-92が3機であった。CS-92のうち2機は、S-92からの改造によるものである。
ユーゴスラビア空軍が興味を示し、パイロットが試験に参加していたが、生産数が少なく導入には至らなかった。

## 型式
- S-92：単座型、7機。
- CS-92：複座の練習機型、3機。

## 現存する機体
| 型名      | 番号 | 機体写真 | 国名   | 所有者               | 公開状況 | 状態                                        | 備考  |
| --------- | ---- | -------- | ------ | -------------------- | -------- | ------------------------------------------- | ----- |
| S-92A-1a  | V-34 |          | チェコ | クーベリー航空博物館 | 公開     | 静態展示                                    | [ 1 ] |
| CS-92B-1a | V-35 |          | チェコ | クーベリー航空博物館 | 公開     | V-35にMe 262の塗装を行い51104として静態展示 | [ 2 ] |

## 要目
出典: 
諸元
- 乗員: 1
- 定員: 1（S-92）、2（CS-92）
- 全長: 10.6m
- 全高: 3.85m
- 翼幅: 12.51m
- 翼面積: 21.7m2
- 空虚重量: 4,420kg
- 最大離陸重量: 6,398kg
- 動力: M-04（ユモ 004B-1） ターボジェットエンジン、8.8kN   × 2

性能
- 最大速度: 840km/h
- 巡航速度: 720km/h
- 航続距離: 900km
- 実用上昇限度: 12,000m
- 上昇率: 8,000m/11分

武装
- 固定武装: MK 103 30mm機関砲 最大4門

## 注
1. ↑  5月とする説もある[4]。
2. ↑  1949年にはYak-17が供給され、S-100となっている[9]。